# دومنیک آدامز
دومنیک آدامز (به انگلیسی: Dominic Adams) (زاده ۱۷ مارس ۱۹۸۵) بازیگر، مدل انگلیسی است.
از فیلم‌های معروف او می‌توان به بازی در مجموعه تلویزیونی خدمتکاران حیله‌گر اشاره کرد.